# Années 650
Les années 650 couvrent la période de 650 à 659.

## Événements

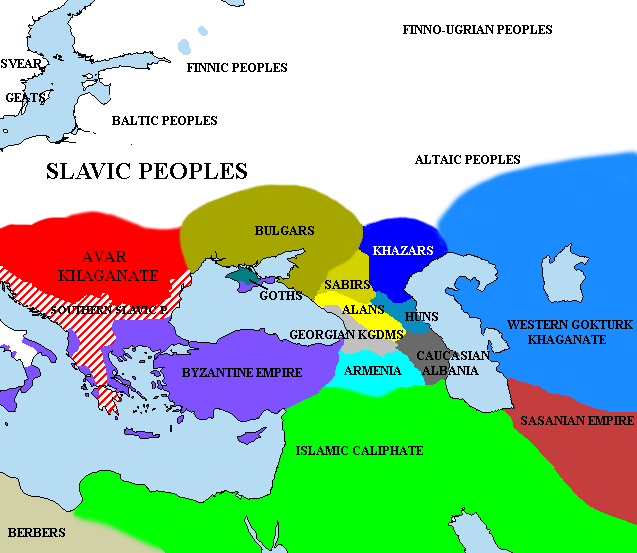
L'Europe orientale et le Proche-Orient vers 650

- Vers 648-651 : Remacle fonde les abbayes de Malmedy et de Stavelot[1].
- Vers 650 : 
  - Agilbert, frère de la première abbesse de l’abbaye Notre-Dame-de-Jouarre, devient évêque de Dorchester (fin en 664)[2].
  - ralentissement du commerce méditerranéen à partir de 650[3].
  - expansion des Frisons de la Zélande vers les côtes danoises et les bouches du Rhin (Utrecht et Dorestad)[4]. Ils émettent des piécettes d’argent (sceattas)[5].
- 650-652 : sécession de l’exarque de Ravenne Olympios avec l'appui du pape Martin en conflit avec Constant II dans la crise du monothélisme[6].
- 651 : première rédaction du Coran[7].
- 652/653 : traité entre Théodoros Rechtouni et les musulmans qui préserve l'autonomie de l'Arménie qui devient vassale du califat[8].

- 653-672 : Réceswinthe, roi des Wisigoths[9].
- 655 : bataille de Phoenix de Lycie (Finika) ou bataille des Mâts. Elle met fin à la suprématie des Byzantins sur la Méditerranée orientale[10].
- 656-661 : première fitna (« dissension »), guerre civile dans le monde musulman à la suite du meurtre du calife Uthman ; bataille du chameau (656) ; bataille de Siffin (657) ; arbitrage d'Edhroh ; révolte des kharijites (658) ; déchéance d’Ali au profit de Muʿawiya (660)[11].

- Début du règne du roi semi-légendaire Ivar Vidfamne en Suède. Établissement suédois à Grobin, en Courlande, attesté par l’archéologie (650-850)[12].

## Personnages significatifs
- Abd Allah ben az-Zubayr
- Aïcha
- Ali ibn Abi Talib
- Amru ben al-As
- Bathilde
- Childebert III l'Adopté
- Clotaire III
- Constant II
- Constantin IV
- Ébroïn
- Eugène Ier
- Grimoald Ier
- Itte Idoberge
- Léger d'Autun
- Martin Ier (pape)
- Maxime le Confesseur
- Muawiya Ier
- Penda
- Philibert de Tournus
- Oswiu de Northumbrie
- Ouen
- Receswinthe
- Tang Gaozong
- Tenji (empereur)
- Théodoros Rechtouni
- Vitalien
- Wilfrid d'York
- Wu Zetian
- Zayd ibn Thâbit